# کارمه ریه‌را
کارمه ریه‌را (کاتالونیایی: Carme Riera؛ تلفظ کاتالان: [ˈkarmə riˈeɾə]؛ زادهٔ ۱۲ ژانویهٔ ۱۹۴۸) فیلم‌نامه‌نویس، نویسنده و رمان‌نویس اهل اسپانیا است.
او مدرک دکترای رشتهٔ لغت‌شناسی اسپانیایی را داراست و استاد رشتهٔ زبان و ادبیات اسپانیایی در دانشگاه خودگردان بارسلونا است.
وی بابت آثارش برندهٔ جوایز معتبر و گوناگونی همچون جایزه کرئو د سان جردی شده است.